# Medaillonschwalbe
Die Medaillonschwalbe (Hirundo nigrita) ist eine Vogelart aus der Familie der Schwalben (Hirundinidae).

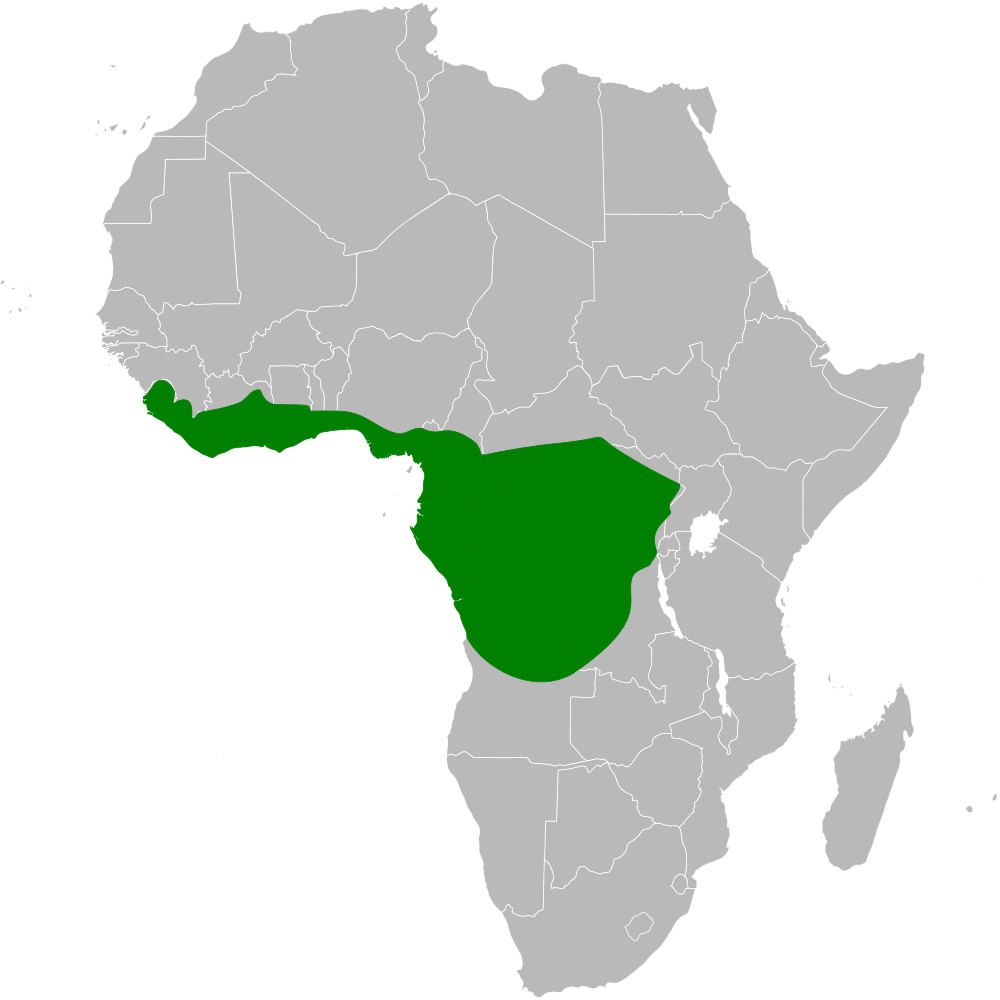
Vorkommen der Medaillonschwalbe

Der Vogel kommt in Subsahara-Afrika vor in Äquatorial-Guinea, Angola, Benin, in der Demokratischen Republik Kongo, der Elfenbeinküste, in Gabun, Ghana, Guinea, Guinea-Bissau, Kamerun, in der Republik Kongo, in Liberia, Nigeria, Sierra Leone, Uganda und in der Zentralafrikanischen Republik.
Der Lebensraum umfasst tropischen Regenwald, besonders entlang von Flüssen und Gewässern, auch Häfen, Landzungen, Lagunen und Mangroven, offene Flächen, menschliche Siedlungen, gern in Wassernähe und an Seen, bis 2750 m, nicht im Wald oder in trockenen Gebieten.
Der Artzusatz kommt von lateinisch nigritus ‚schwarz gefärbt‘.
Dieser Vogel ist weitgehend ein Standvogel, in Sierra Leone nur zwischen Dezember und Juli anwesend.

## Merkmale
Die Art ist 12–14 cm groß und wiegt 15–22 g. Diese kleine Schwalbe ist dunkel stahlblau mit purpurnem Glanz, mit einem weißen Kehlfleck und einem nur leicht gegabelten, fast rechteckigen, bläulich glänzenden Schwanz mit weißen, im gespreizten Zustand sichtbaren Flecken. Die Oberseite ist glänzend blauschwarz, etwas violett überhaucht. Die Zügel sind schwarz, Kinn, Kehle seitlich und Wangen sind glänzend purpur-blau, die Kehle mittig weiß. Die Flügel sind schwarz mit Violett überhaucht. Die Flügeldecken sind in der Mitte schwarz, an den Rändern purpurfarben. Die Unterseite ist glänzend blau-schwarz. Die Unterflügeldecken sind schwärzlich. Der Schnabel ist schwarz, die Iris dunkelbraun, die Beine sind schwarz.
Die Geschlechter unterscheiden sich nicht. Jungvögel sind matter und brauner gefärbt.
Die Art ist monotypisch.

## Stimme
Die Rufe werden als leises harmonisches Zwitschern und als einzelnes scharfes „weetch“, „vwhit vwhit“ oder „whit“ im Fluge beschrieben. Die Art ist nicht sehr ruffreudig.

## Lebensweise
Die Nahrung besteht hauptsächlich aus fliegenden Insekten, insbesondere Zweiflügler, Käfer, Libellen, Termiten und Hautflügler, die meist paarweise, gelegentlich in kleinen Gruppen gejagt werden.
Die Brutzeit liegt überwiegend in der Trockenzeit, im März in Sierra Leone, zwischen Oktober und März in Liberia, im Januar und Juni in Ghana, zwischen Januar und Februar sowie im August in Nigeria, zwischen Januar und Februar und im Juni in Kamerun, zwischen Januar und März und Juni und August in Gabun, zwischen Januar und Februar, Juli und Dezember in der Demokratischen Republik Kongo und zwischen März und April und August in Angola. Mitunter gibt es zwei Bruten. Die Art brütet einzeln und hält sich stets in der Nähe des Nestes auf. Beide Elternvögel bauen über etwa 3 Wochen das Nest aus Lehm mit etwas trockenem Gras, mit Rinde, Gras und Federn ausgelegt. Meist befindet es sich unter einem Überhang ziemlich dicht über dem Wasser, vom Ufer mehrere Meter entfernt an Felsen, umgefallenen Bäumen, aber auch an menschengemachten Strukturen. Das Nest kann wiederverwendet werden.
Das Gelege besteht aus 2 bis 3, selten 4 Eiern, die über 15 Tage vom Weibchen bebrütet werden, beide Elternvögel füttern die Küken.

## Gefährdungssituation
Der Bestand gilt als „nicht gefährdet“ (Least Concern).